# Midoria hei
Midoria hei är en insektsart som beskrevs av Cai och Jiang 2000. Midoria hei ingår i släktet Midoria och familjen dvärgstritar. Inga underarter finns listade i Catalogue of Life.